# Rosopajnik
Rosopajnik is een plaats in de gemeente Netretić in de Kroatische provincie Karlovac. De plaats telt 20 inwoners (2001).